# ČSA-Flug 001
Am 28. Juli 1976 verunglückte eine Iljuschin Il-18 auf dem ČSA-Flug 001 von Prag nach Bratislava. Die Maschine stürzte kurz nach dem Durchstarten wegen eines Triebwerksausfalls in den See Zlaté piesky.

## Flugverlauf

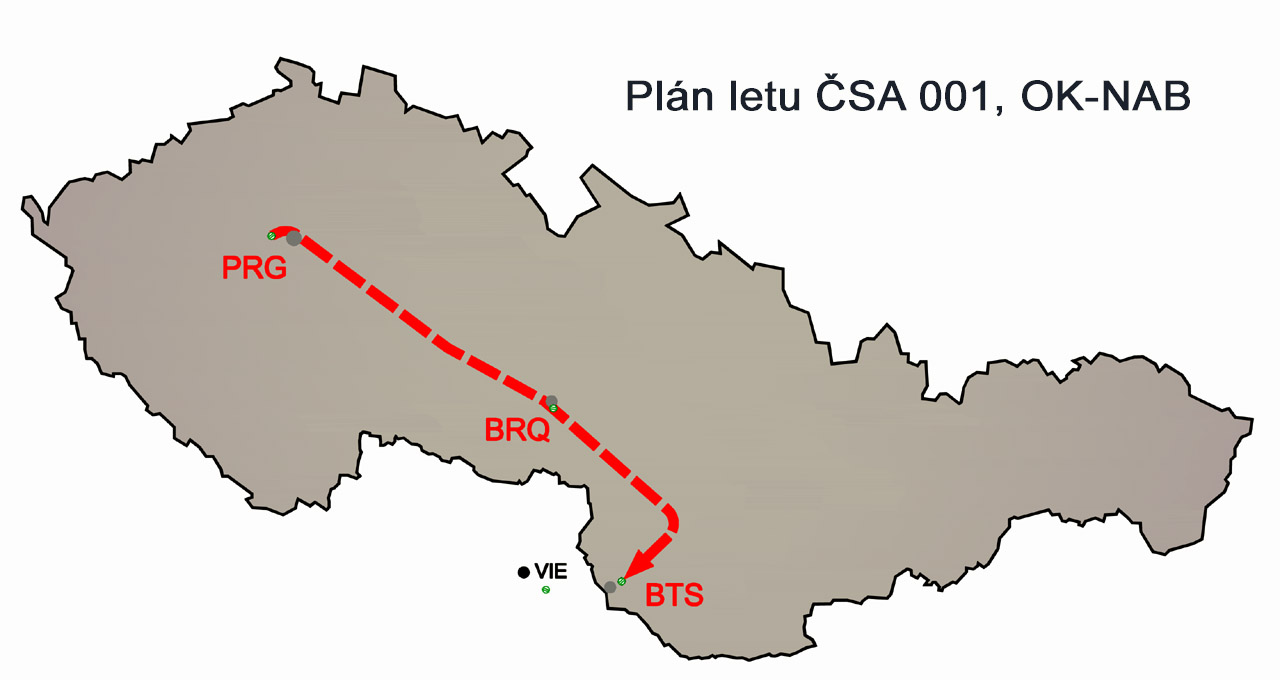
Die Flugstrecke

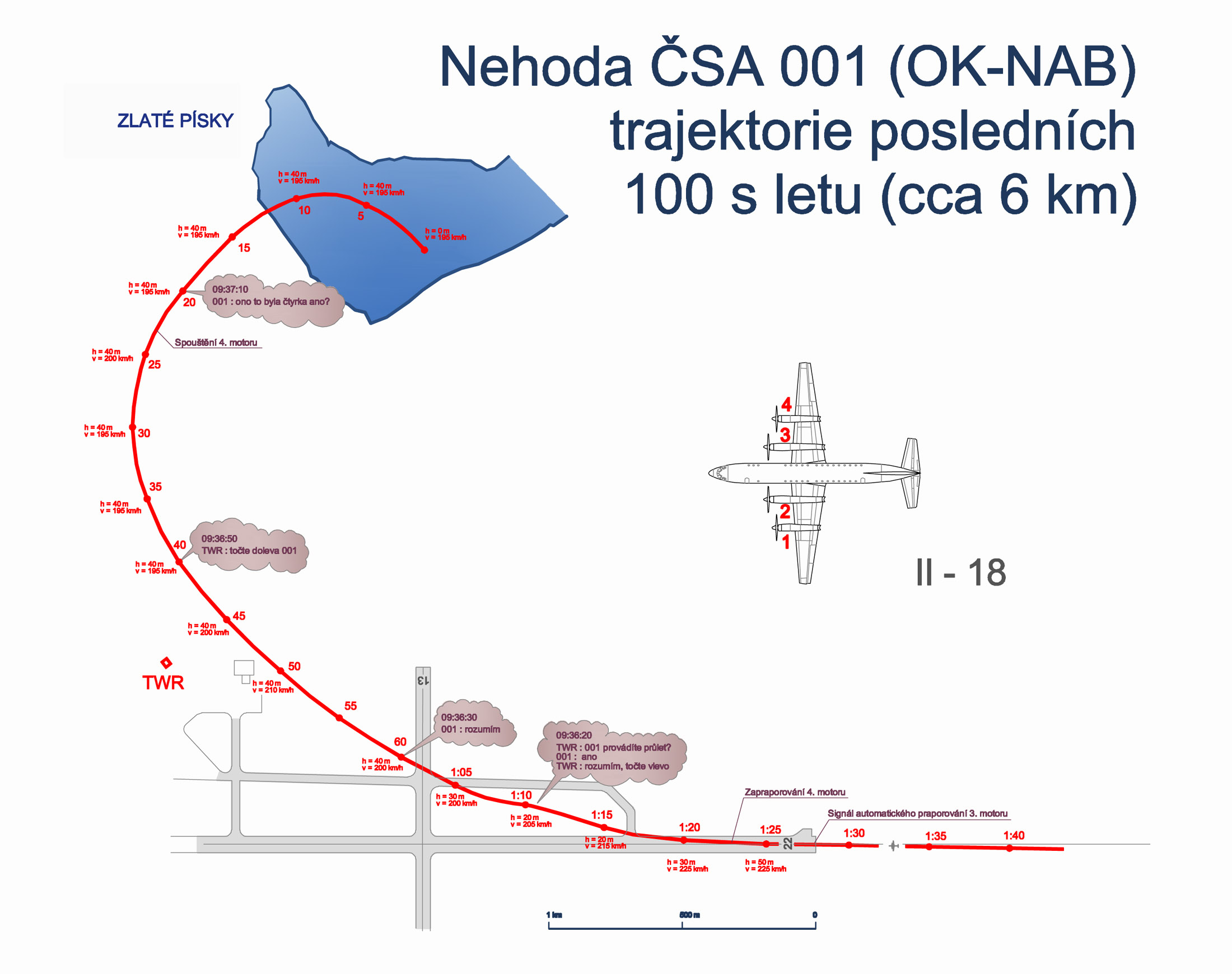
Die letzten 100 Sekunden von OK001

Der Flug OK001 startete um 8:52 Uhr vom Flughafen Prag mit Ziel Bratislava. Während der Landevorbereitungen traten erste Missverständnisse zwischen Piloten und Fluglotsen auf. Als die Piloten den Sinkflug auf 9000 Fuß (2750 Meter) meldeten, verstand der Fluglotse 8000 Fuß (2450 Meter) und bestätigte dies. Die Piloten verstanden das jedoch als Anweisung und sanken auf 8000 Fuß. Der Fluglotse vermutete den Flug OK001 noch 44 Kilometer vom Flughafen entfernt, doch tatsächlich waren es nur 29 Kilometer. Weil das Flugzeug zu diesem Zeitpunkt auch noch zu hoch flog, mussten die Piloten einen steileren Anflug als gewöhnlich fliegen. Mit einer Sinkgeschwindigkeit vom 22 m/s statt der normalen 10 m/s flogen die Piloten Landebahn 22 des Flughafens Bratislava an. Die Il-18 war zu schnell, weshalb die Piloten die Landeklappen vollständig ausfuhren und die Motoren 2 und 3 auf Umkehrschub stellten. Dabei fiel Motor Nr. 3 aus und stellte sich automatisch auf Segelstellung. Der Flugingenieur schaltete jedoch versehentlich Motor Nr. 4 auf Segelstellung. In 50 Metern Höhe brachen die Piloten die Landung ab und starteten durch. Der Tower forderte die Piloten auf eine Linkskurve zu fliegen. Doch die Il-18 drehte nach rechts und verfehlte nur knapp den Flughafentower. In 40 Metern Höhe versuchte der Flugingenieur Motor Nr. 4 neu zu starten. Die Fluggeschwindigkeit war inzwischen so stark gesunken, dass die Piloten die Kontrolle verloren und das Flugzeug mit einer Längs- und Querneigung von jeweils 60° im See Zlaté piesky aufschlug. Bis auf das Heck versank das Flugzeug vollständig im Wasser. Vier Passagiere konnten lebend geborgen werden, wovon einer später im Krankenhaus starb. Insgesamt 76 Menschen starben, womit es sich um den zweitschwersten Flugunfall auf dem Gebiet der heutigen Slowakei handelt.

## Funkverkehr
Die Abschrift des Funkverkehrs zwischen OK001 und dem Flughafentower der kurz nach dem Ausfall der Motoren aufgezeichnet wurde.
(001: ČSA-Flug 001, TWR: Flughafentower)
09:36:20
TWR: 001 Making overshoot?
001: Affirmative
TWR: Roger, left turn
09:36:30
001: Roger
09:36:50
TWR: Left turn 001!
001: ……(Unverständlich)
09:37:10
001: Ono to byla štyrka ano? (Dann war es (Motor) Vier, ja?) (Die Piloten drückten vermutlich versehentlich die Sprechtaste)

## Unfallursache
Die Untersuchungskommission stellte nach der Auswertung des Flugschreibers folgende Ursachen für den Absturz fest:
- Benutzung der Schubumkehr unter einer Höhe von 1000 Meter
- Unsachgemäße Handhabung der Schubumkehr
- Unterschreiten der Mindestanfluggeschwindigkeit
- Versehentliche Abschaltung von Motor Nr. 4
- Nicht ausgeführte Kurve in Richtung der laufenden Motoren
- Die unmittelbare Ursache, der Versuch Motor Nr. 4 in geringer Höhe und Geschwindigkeit zu starten.